# 방수로
방수로(放水路)는 발전소에서 사용한 물, 또는 댐 같은 시설이나 하천 등에서 홍수 통제를 위하여 유량을 조절하며 흘려보내는 물을 흘려보내기위해 만들어진 인공 물길을 말한다. 방수로의 물은 상시로 흐르기도 하지만, 수문 시설을 열고 닫는 조작을 통해 제어하기도 한다.